# Ereunetea fulgida
Ereunetea fulgida är en fjärilsart som beskrevs av W. Warren 1899. Ereunetea fulgida ingår i släktet Ereunetea och familjen mätare. Inga underarter finns listade i Catalogue of Life.